# أياكا
أياكا (باليابانية: 絢香) هي مغنية وملحنة ومغنية مؤلفة يابانية، ولدت في 18 ديسمبر 1987 في موريغوتشي في اليابان.

## وصلات خارجية
- الموقع الرسمي
- أياكا على موقع IMDb (الإنجليزية)
- أياكا على موقع ميوزك برينز (الإنجليزية)
- أياكا على موقع أول ميوزيك (الإنجليزية)
- أياكا على موقع ديسكوغز (الإنجليزية)
- أياكا على موقع ANN person (الإنجليزية)